# Venustiano Carranza (Chiapas)
Venustiano Carranza è un comune del Messico, situato nello stato di Chiapas.
Il suo nome è in onore di Venustiano Carranza, capo rivoluzionario che promulgò la Costituzione messicana del 1917 e fu primo presidente costituzionale del Messico.